# Ilha Mornington

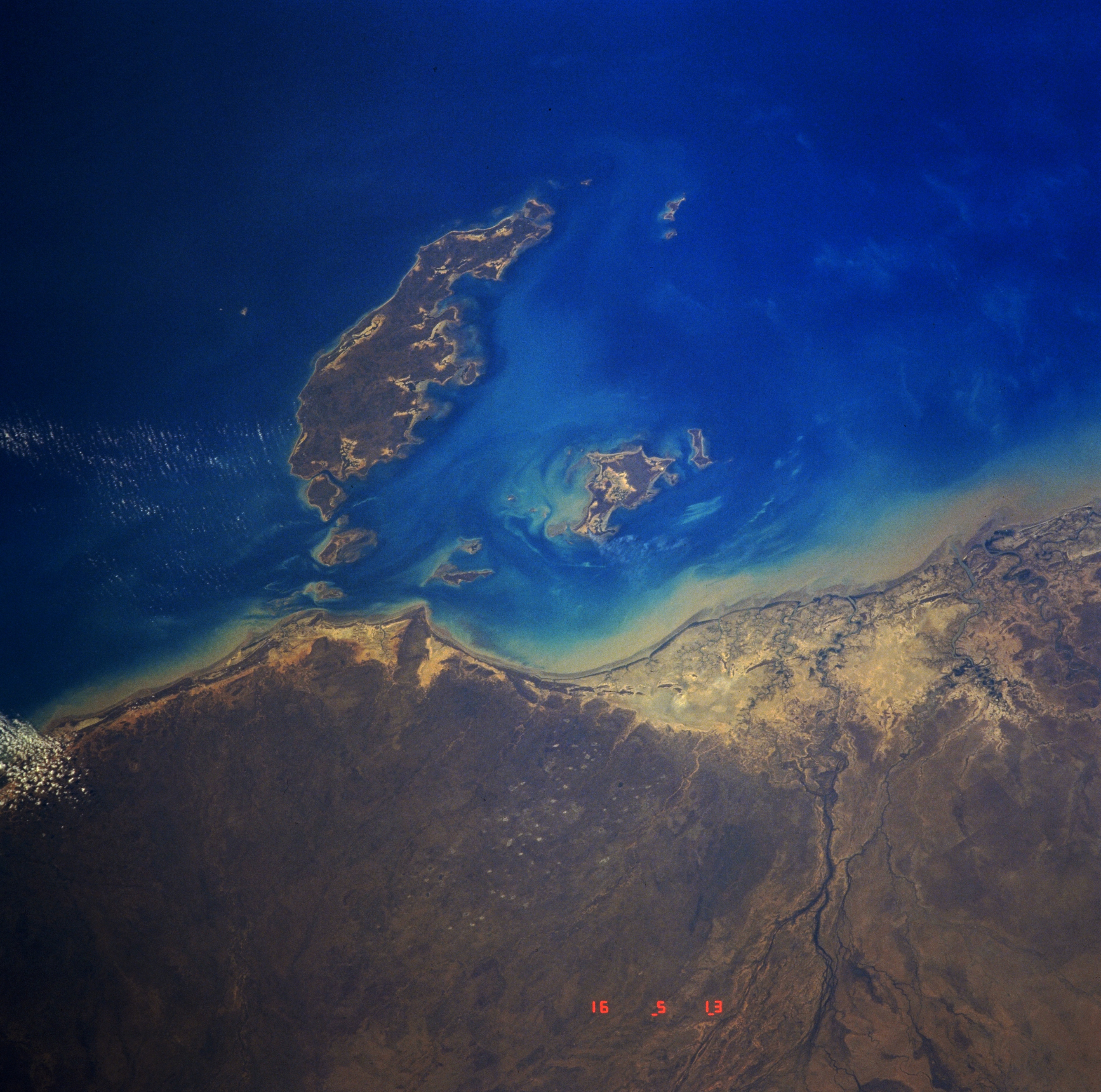
Ilha Mornington.

A ilha Mornington é a ilha mais a norte de 22 ilhas que formam o arquipélago das Ilhas Wellesley. Localiza-se no Golfo de Carpentária e pertence ao estado de Queensland, na Austrália. Mornington é a maior das ilhas do arquipélago, com 1002 km².